# Stygichthys typhlops
Stygichthys typhlops is een vis uit de familie der karperzalmen (Characidae). Hij komt in het wild voor in ondergronds, zoet water in Minas Gerais (Brazilië).
De vis heeft geen pigment in de huid en is volledig blind.
Het eerste exemplaar van deze vis werd gevangen in 1962. Het duurde tot 2010 voor er nieuwe exemplaren werden waargenomen en beschreven. Ze werden gevonden in ondergrondse bronnen die verbonden zijn met aquifers. Het verbruik van water uit deze aquifers door mensen uit de regio waar de soort voorkomt, zou zijn voortbestaan kunnen bedreigen. Voor zover bekend komt de vis maar voor in één aquifer van 25 kilometer lang.